# جون بوستك (لاعب كرة قدم أمريكية)
جون بوستك (بالإنجليزية: Jon Bostic)‏ هو لاعب كرة قدم أمريكية أمريكي، ولد في 5 مايو 1991 في ويلنغتون في الولايات المتحدة.

## وصلات خارجية
- جون بوستك على موقع مرجع كرة القدم المحترفة.كوم (الإنجليزية)